# 缺刻門螯寄居蟹
缺刻門螯寄居蟹（学名：Pylocheles (Bathycheles），又名缺刻蓋螯寄居蟹，为門螯寄居蟹科門螯寄居蟹屬下的一个种。